# Wolf Huber

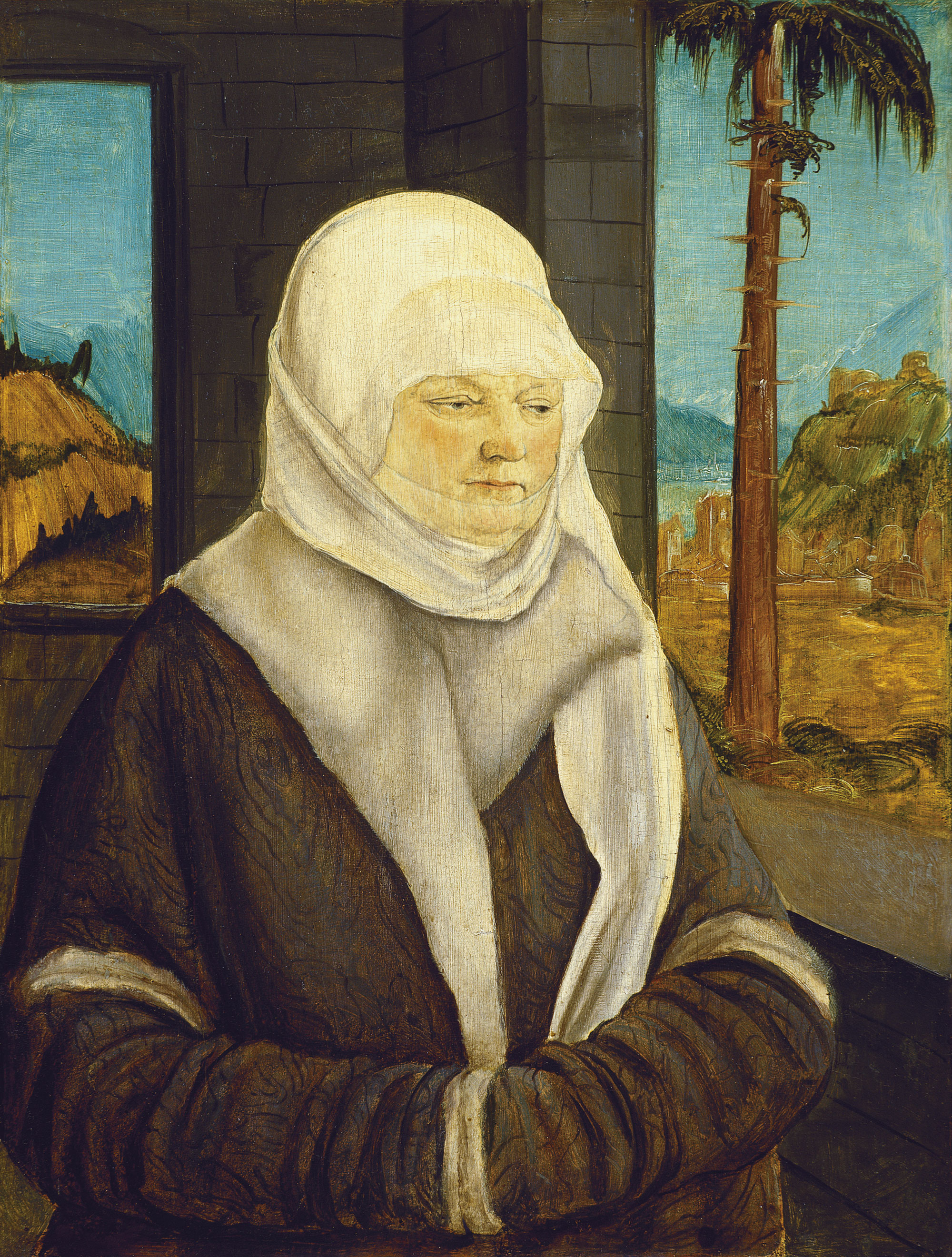
Retrato de una mujer de la familia Reuss, óleo sobre tabla, 43 x 32,7 Museo Thyssen-Bornemisza, depositado en el Museo Nacional de Arte de Cataluña.

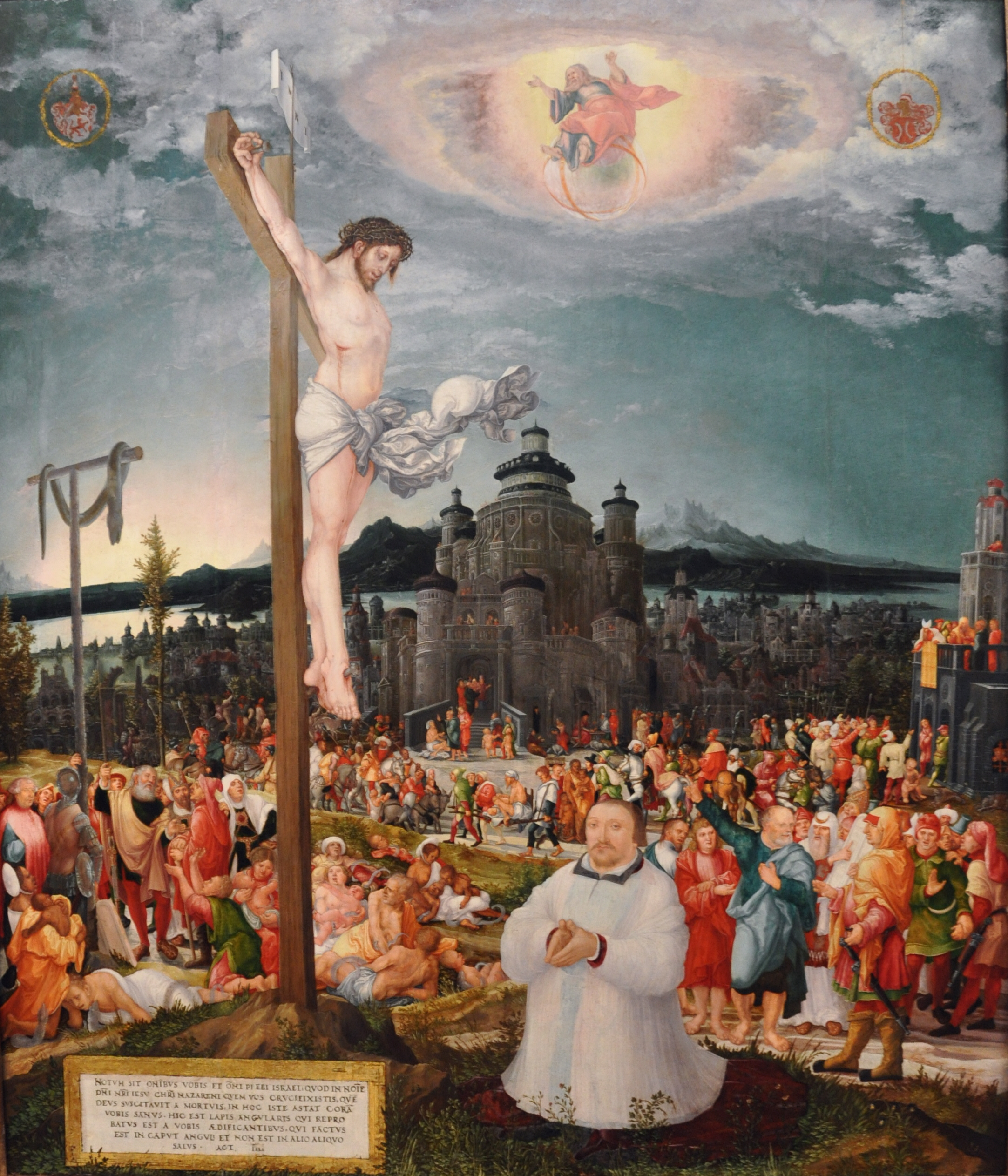
Wolf Huber: Alegoría de la Cruz, óleo sobre tabla, 154 x 130 cm, Viena, Kunsthistorisches Museum.

Wolf Huber (Feldkirch (Vorarlberg), c. 1485-Passau, 1553) fue un pintor, dibujante y arquitecto renacentista austriaco, activo en Passau, en la Baja Baviera. 

## Biografía y obra
Aunque nacido en Feldkirch, en el seno de una familia de artistas, solo se le encuentra documentado a partir de 1515, establecido ya en Passau. Su vinculación con las corrientes renacentistas tanto italianas como alemanas han hecho presumir un viaje por el norte de Italia y el Alto Rin, lo que le permitiría familiarizarse con la pintura de Alberto Durero y Lucas Cranach entre otros. En 1517 Ernesto de Baviera, administrador del obispado de Passau, lo nombró pintor de la corte, cargo en el que fue confirmado en 1542 por el príncipe obispo Wolfgang von Salm. Para otro aristócrata local, Niklas II von Salm, reconstruyó el palacio familiar sobre el río Eno con la adición de alas renacentistas y ricas pinturas, solo en una pequeña parte conservado.
Autor de un número considerable de dibujos, incluyendo algunos paisajes que lo vinculan a la llamada escuela del Danubio, encabezada por Albrecht Altdorfer, en su pintura al óleo, principalmente retablos y motivos religiosos, se muestra todavía estrechamente cercano a Durero, especialmente en sus obras tempranas, como la Lamentación sobre Cristo muerto del Museo del Louvre, sobre un característico fondo de paisaje. Obras notables en este orden son la Erección de la Cruz del Kunsthistorisches Museum de Viena y la Alegoría de la Cruz del mismo museo, pintadas después de 1525. Pintó también retratos, conservados en número reducido, de los que destaca el de Jacob Ziegler (hacia 1540, Kunsthistorisches Museum), inusualmente de frente.